# Pic de la Pala Gespadera
El Pic de la Pala Gespadera és una muntanya que es troba en el terme municipal de la Vall de Boí, a la comarca de l'Alta Ribagorça, i dins del Parc Nacional d'Aigüestortes i Estany de Sant Maurici.
«El nom deriva de "gesp" (Festuca eskiae), planta gramínia molt abundant als Pirineus».
El pic, de 2.875,3 metres, s'alça a la carena que separa la Vall de Comalesbienes (N) i la Vall de Sarradé (S); amb el Pic de la Pala Alta de Sarradé a l'est i el Bony d'Aigüissi al sud-oest.